# جوان بريكهل
جوان بريكهل ولدت في 6 مارس 1924 - وتاريخ وفاتها15 يناير 2014 هي ممثلة من جنوب أفريقيا عملت في الإذاعة والمسرح والسينما والتلفزيون. جنبا إلى جنب مع زوجها، لويس بيرك، أسست شركة Brickhill-Burke Productions، التي أنتجت عمل قابلني في سانت لويس عام 1990 وحصلت على أربعة ترشيحات لجائزة توني ، بما في ذلك أفضل عرض للرقص لجوان بريكهل.

## الحياة المهنية
عملت جوان بريكهل كمدرسة للدراما. و كان فيلمها الروائي الأول Nor the Moon by Night سنة 1958 ، الذي لعبت فيه البطولة بدور هارييت كارفر. اتبعت ذلك Rainbow سنة 1979 والذي كان فيلمها الروائي الثاني. أخرجت وقدمت مع زوجها لويس بورك،
أول مسرحية في جنوب أفريقيا في كوازولو ناتال والتي تم عرضها للجمهور متعدد الأعراق. عملت أيضا كمنتج تنفيدي لحفلات الترفيه في صن سيتي.

## الوفاة
توفيت جوان بريكهل عن عمر يناهز 89 عامًا في جوهانسبرج في 15 يناير 2014 لأسباب غير معلنة.

## وصلات خارجية
- جوان بريكهل على موقع IMDb (الإنجليزية)
- جوان بريكهل على موقع قاعدة بيانات برودواي على الإنترنت (الإنجليزية)

- Joan Brickhill at Who's Who Southern Africa